# کاروانسرای شعبه
کاروانسرای شعبه مربوط به دوره صفوی است و در شهرستان مروست، بخش مروست، شهر مروست، کنار قلعه تاریخی مروست واقع شده و این اثر در تاریخ ۱۲ دی ۱۳۸۶ با شمارهٔ ثبت ۲۰۴۷۲ به‌عنوان یکی از آثار ملی ایران به ثبت رسیده است.